# Повіт Нісі-Тама
Пові́т Ні́сі-Та́ма (яп. 西多摩郡, にしたまぐん, МФА: [ɲiɕi tama guɴ]) — повіт в префектурі Токіо, Японія.